# Sol (thần thoại)
Sol là sự nhân cách hóa của Mặt trời và một vị thần trong tôn giáo La Mã cổ đại. Từ lâu, người ta đã nghĩ rằng Rome thực sự có hai vị thần mặt trời khác nhau, liên tiếp. Thần đầu tiên, Sol Indiges, được cho là không quan trọng, biến mất hoàn toàn vào thời kỳ đầu. Chỉ trong Đế chế La Mã sau này, các học giả lập luận, giáo phái Mặt trời mới xuất hiện trở lại khi thần Inv Invus xuất hiện ở khu vực Syria thuộc Đế chế La Mã, có lẽ dưới ảnh hưởng của những bí ẩn Mithraic. Các ấn phẩm gần đây đã thách thức khái niệm hai vị thần Mặt Trời khác nhau ở Rome, chỉ ra bằng chứng phong phú cho sự liên tục của giáo phái Sol, và không có bất kỳ sự khác biệt rõ ràng nào trong tên hoặc miêu tả giữa thần Mặt Trời "thời kỳ đầu" và thần "mặt trời" La Mã thời kỳ sau đó.

## Từ nguyên
Từ Latin Sol cho " Sun " là sự tiếp nối của từ dị nguyên PIE * Seh2 ul- / *Sh2 -en-, nhận thức về Germanic Sol, Sanskrit Surya, Hy Lạp Helios, Litva Saulė. Cũng có sự so sánh từ sol Latin với Etruscan usil. Ngày nay, sol (hoặc các biến thể của nó, chẳng hạn như các từ tiếng Ý sole hoặc Pháp soleil) vẫn là từ chính cho "mặt trời" trong ngôn ngữ Roman. Sol được các nhà thiên văn học và nhiều tác giả khoa học viễn tưởng sử dụng trong tiếng Anh đương đại với tư cách tên riêng của Mặt trời để phân biệt với các ngôi sao khác có thể là mặt trời cho các hệ hành tinh của riêng chúng.

## Ở Cộng hòa La Mã
Theo các sách vở của La Mã, việc thờ cúng Sol được Titus Tatius giới thiệu ngay sau khi thành lập Rome  Ở Virgil, ông là ông nội của Latinus, con trai của con gái của Sol, Circe, sống không xa Rome tại Monte Circeo. Một ngôi đền thờ Sol đứng bên bờ Numicius, gần nhiều đền thờ quan trọng của tôn giáo Latinh thời kỳ đầu. Ở Rome Sol có một ngôi đền "cũ" trong Circus Maximus theo Tacitus (56 - 117), và ngôi đền này vẫn còn quan trọng trong ba thế kỷ đầu sau Công nguyên. Ngoài ra còn có một ngôi đền cũ cho Sol trên Quirinal, nơi một lễ hiến tế hàng năm được cung cấp cho Sol Indiges vào ngày 9 tháng 8 để kỷ niệm chiến thắng của Caesar tại Pharsala (48 TCN). Các lịch nghi lễ La Mã hoặc niên biểu cũng đề cập đến bữa tiệc vinh danh cho Sol Indiges vào ngày 11, và lễ hiến tế cho Sol và Luna vào ngày 28. Theo truyền thống, các học giả đã xem xét Sol Indiges ("mặt trời tự nhiên" hay "mặt trời gọi" Từ ngữ và ý nghĩa của từ "indiges" bị tranh chấp) để thể hiện một hình thức nông nghiệp hơn trước đây, trong đó vị thần La Mã Sol được tôn thờ, và coi vị thần này rất khác với Roman Sol Invictus, thần mà họ tin là chủ yếu thuộc về Syria. Cả biểu tượng "indiges" (đôi khi rơi vào tình trạng không sử dụng nữa sau thời kỳ của Caesar) cũng không được sử dụng với tên gọi "invictus" với bất kỳ sự thống nhất nào, tuy nhiên, không thể phân biệt giữa hai vị thần này (xem Sol Invictus, xem thêm Di indigetes).